# Piranhas (Goiás)
| \| Piranhas \|                        |
| Lage der Kleinstadt Piranhas in Goiás |
| Piranhas                              |

| Piranhas |

Piranhas ist eine brasilianische politische Gemeinde im Bundesstaat Goiás in der Mesoregion Nordwest-Goiás und in der Mikroregion Aragarças. Sie liegt westlich der brasilianischen Hauptstadt Brasília und von Goiânia, der Hauptstadt des Bundesstaates.

## Geographische Lage
Piranhas grenzt
- von Nordosten an die Gemeinde Arenópolis
- im Süden an Caiapônia
- im Nordwesten an Bom Jardim de Goiás